# Three 6 Mafia

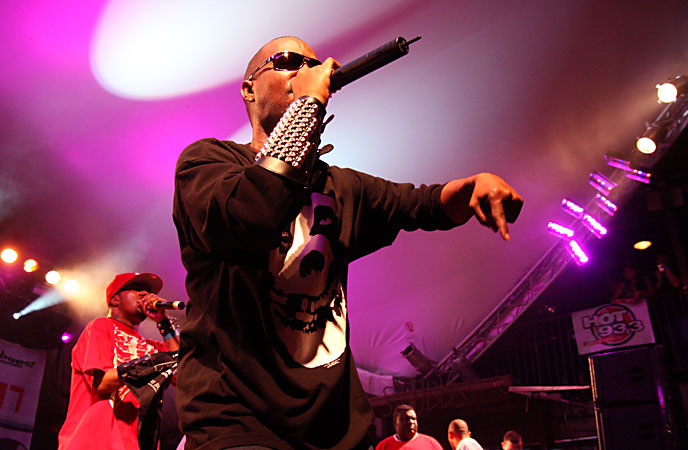
DJ Paul och Juicy J i Three 6 Mafia

Three 6 Mafia, även 36 Mafia, är en Oscarsvinnande rapduo från Memphis, Tennessee. Three 6 Mafia grundades 1991 och bestod i början av Crunchy Black, Gangsta Boo, Lord Infamous, Koopsta Knicca, La' Chat, Project Pat, Killa Klan Kaze, Indo G & T-rock. Alla medlemmars avhopp i 36-mafia berodde på girighet från Project Pat & Juice J sida.
På den tiden hette de Triple Six Mafia. På grund av namnet blev de flera gånger anklagade för att vara djävulsdyrkare.
Nu består Three 6 Mafia bara av två personer, DJ Paul och Juicy J, och det var även de som grundade Three 6 Mafia. Den som lämnade Three 6 Mafia senast var Crunchy Black. Han hade varit med dem sen de började för 16 år sedan och han var mer som en dansare åt dem. Man kan se honom i flera av deras videor där han dansar sin kända dans G-Walk.
Three 6 Mafia har gjort en TV-serie på MTV som heter Adventures in Hollyhood som består av 8 avsnitt. De vann en Oscar för bästa sång till filmen Hustle & Flow (2005).

## Medlemmar
- DJ Paul heter egentligen Paul Beauregard. Han är halvbror till rapparen Lord Infamous. Han är med i Gangsta Disciples (GD).
- Juicy J heter egentligen Jordan Houston. Han är lillebror till rapparen Project Pat.

## Diskografi
- Smoked Out, Loced Out (1994)
- Mystic Stylez (1995)
- Chapter 1: The End (1996)
- Chapter 2: World Domination (1997)
- When the Smoke Clears: Sixty 6, Sixty 1 (2000)
- Choices: The Album (2001)
- Da Unbreakables (2003)
- Choices II: The Setup (2005)
- Most Known Unknown (2005)
- Last 2 Walk (2008)